# Estación Morón
Morón es una estación ferroviaria ubicada en la ciudad del mismo nombre, en la Gran Buenos Aires, Argentina.

## Servicios
Es un centro de transferencia intermedio del Ferrocarril Domingo Faustino Sarmiento, dentro del servicio que se presta entre las estaciones terminales Once de Septiembre y Moreno.
Es la estación más transitada de la línea, al encabezar el ranking de ventas de boletos del ferrocarril.

## Infraestructura
Posee dos andenes enfrentados, uno hacia el norte y otro hacia el sur.
El andén norte se accede a través de dos entradas/egresos. Es muy concurrido, al ubicarse la Universidad de Morón a unos 200 m del lugar.
El andén sur tiene tres accesos. En 2007 se ensanchó parte de la vereda de este andén, y se construyó la tercera salida hacia el paso a nivel de la calle Belgrano

## Historia

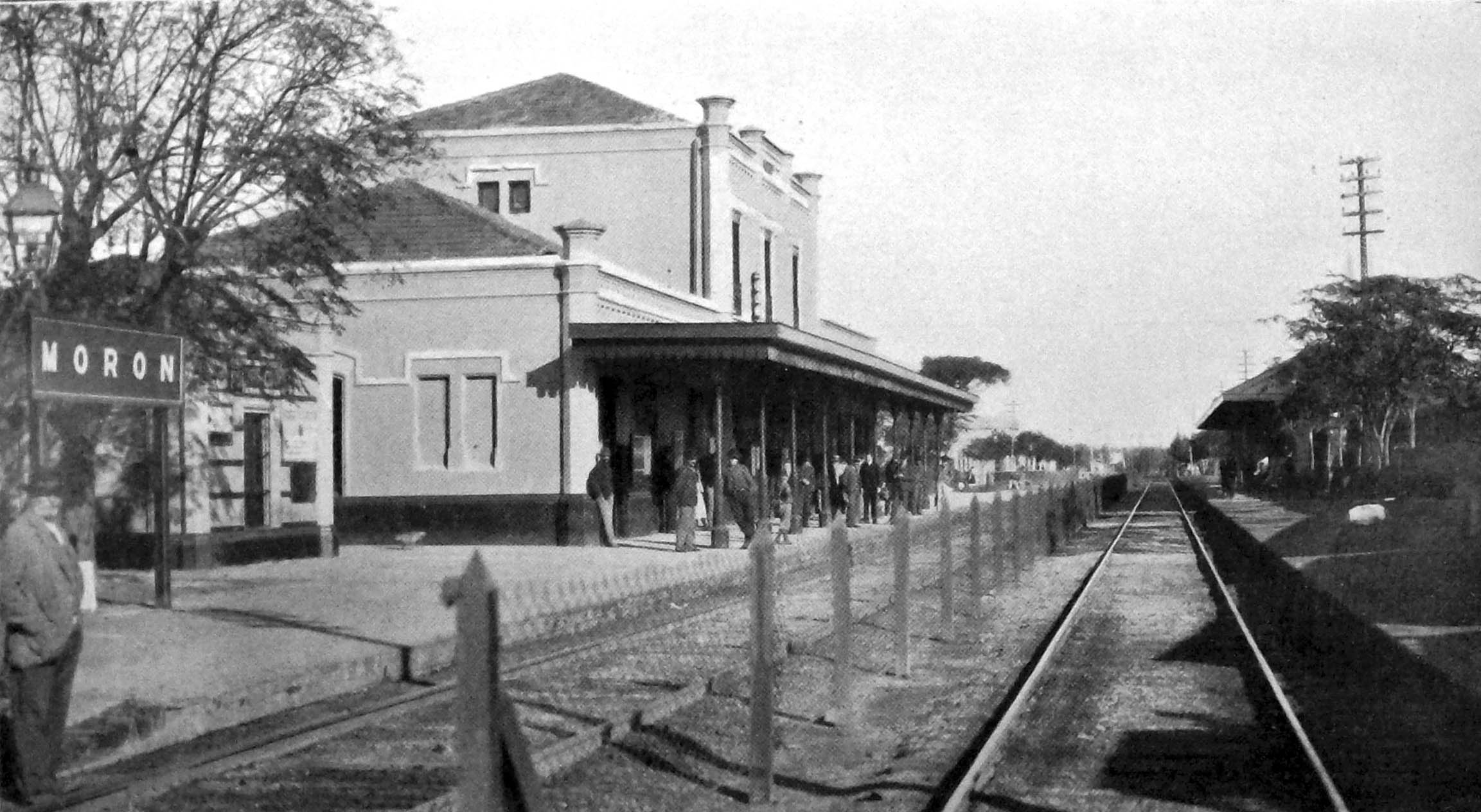
El edificio y andenes en 1910.

La Estación de Morón se inauguró el 5 de febrero de 1859, en terrenos que habían sido donados por el molinero francés Augusto La Roche. Lleva el nombre del pueblo en el que se emplazó. 
Por entonces, los trenes de pasajeros llegaban solo los días hábiles a la estación, unas tres veces al día: a la 7:30, a las 14:00 y a las 19:30. Los fines de semana se adicionaban más servicios, por la razón de que Morón se había constituido en una ciudad turística.